# Cratere Anseïs
Anseïs è un cratere sulla superficie di Giapeto.